# Campeonato Argentino de Básquet 2015
La edición 2015 del Campeonato Argentino de Selecciones fue la octogésima primera edición de esta competencia nacional de mayores. Se inició el 14 de agosto con el partido inaugural entre el vigente campeón Corrientes, que se enfrentó al seleccionado de la provincia de La Rioja.

## Modo de disputa
El torneo estuvo dividido en tres fases, la fase de grupos, donde participaron todos los equipos clasificados, la fase permanencia, donde participaron los cuatro equipos con peor clasificación de la anterior etapa, y la fase campeonato, donde participaron cuatro equipos clasificados de la anterior etapa.

### Fase de grupos
Los doce equipos se dividieron mediante sorteo en cuatro grupos de tres equipos cada uno. Los primeros de cada grupo, avanzaron a la fase campeonato.
- Grupo A: del 14 al 17 de agosto en el Estadio de Comunicaciones, Mercedes, Corrientes.
- Grupo B: del 14 al 17 de agosto en el Estadio La Caldera Roja, Firmat, Santa Fe.
- Grupo C: del 14 al 17 de agosto en el Estadio Maria Elena Fernández, San Migule, Tucumán.
- Grupo D: del 14 al 17 de agosto en el Polideportivo de Concepción del Uruguay, Concepción del Uruguay, Entre Ríos.

### Fase permanencia
Los últimos de cada grupo jugaron un cuadrangular, donde se enfrentaron a modo de todos contra todos. Los perdedores descendieron al "Campeonato Promocional".

### Fase campeonato
Clasificaron a esta fase los ubicados en la primera posición de cada grupo. Estos cuatro equipos jugaron semifinal y final. Los ubicados segundos finalizaron su participación. De esta manera jugaron el 1° contra el 2° y así sucesivamente. Los perdedores finalizaron su participación.
- Semifinal: 22 de agosto en el Estadio María Elena Fernández, San Miguel, Tucumán.
- Final: 23 de agosto en el Estadio María Elena Fernández, San Miguel, Tucumán.

## Equipos participantes
Respecto a la edición pasada, los seleccionados que descendieron fueron reemplazados por el 1.º del "Promocional Norte" y el 1.º del "Promocional Sur", La Rioja y San Luis respectivamente. El sorteo de fase de grupos se realizó el 30 de julio.
| Grupo A    | Grupo B  |
| ---------- | -------- |
| Corrientes | Santa Fe |
| Misiones   | Córdoba  |
| La Rioja   | San Luis |

| Grupo C      | Grupo D             |
| ------------ | ------------------- |
| Buenos Aires | Entre Ríos          |
| Tucumán      | Santiago del Estero |
| Mendoza      | Chaco               |

## Fase de grupos

### Grupo A
| Equipo     | Pts | PJ | PG | PP | PF  | PC  | Dif |
| ---------- | --- | -- | -- | -- | --- | --- | --- |
| Misiones   | 4   | 2  | 2  | 0  | 142 | 123 | 19  |
| La Rioja   | 3   | 2  | 1  | 1  | 146 | 145 | 1   |
| Corrientes | 2   | 2  | 0  | 2  | 144 | 164 | -20 |

|  |                                    |
|  | Clasificado a la fase campeonato.  |
|  | Finaliza su participación.         |
|  | Clasificado a la fase permanencia. |

| 14 de agosto, 21:00 | Corrientes | 78–89 | La Rioja | Mercedes                            |
|                     |            |       |          |                                     |
|                     |            |       |          | Pabellón: Estadio de Comunicaciones |

| 15 de agosto, 20:00 | La Rioja | 57–67 | Misiones | Mercedes                            |
|                     |          |       |          |                                     |
|                     |          |       |          | Pabellón: Estadio de Comunicaciones |

| 16 de agosto, 20:00 | Misiones | 75–66 | Corrientes | Mercedes                            |
|                     |          |       |            |                                     |
|                     |          |       |            | Pabellón: Estadio de Comunicaciones |

### Grupo B
| Equipo   | Pts | PJ | PG | PP | PF  | PC  | Dif  |
| -------- | --- | -- | -- | -- | --- | --- | ---- |
| Santa Fe | 4   | 2  | 2  | 0  | 202 | 138 | 64   |
| Córdoba  | 3   | 2  | 1  | 1  | 191 | 147 | 44   |
| San Luis | 2   | 2  | 0  | 2  | 118 | 226 | -108 |

|  |                                    |
|  | Clasificado a la fase campeonato.  |
|  | Finaliza su participación.         |
|  | Clasificado a la fase permanencia. |

| 14 de agosto, 21:00 | Santa Fe | 112–61 | San Luis | Firmat                              |
|                     |          |        |          |                                     |
|                     |          |        |          | Pabellón: Estadio "La Caldera Roja" |

| 15 de agosto, 20:00 | Córdoba | 114–57 | San Luis | Firmat                              |
|                     |         |        |          |                                     |
|                     |         |        |          | Pabellón: Estadio "La Caldera Roja" |

| 16 de agosto, 20:00 | Santa Fe | 90–77 | Córdoba | Firmat                              |
|                     |          |       |         |                                     |
|                     |          |       |         | Pabellón: Estadio "La Caldera Roja" |

### Grupo C
| Equipo       | Pts | PJ | PG | PP | PF  | PC  | Dif |
| ------------ | --- | -- | -- | -- | --- | --- | --- |
| Tucumán      | 3   | 2  | 1  | 1  | 166 | 148 | 18  |
| Mendoza      | 3   | 2  | 1  | 1  | 166 | 167 | -1  |
| Buenos Aires | 3   | 2  | 1  | 1  | 137 | 154 | -17 |

|  |                                    |
|  | Clasificado a la fase campeonato.  |
|  | Finaliza su participación.         |
|  | Clasificado a la fase permanencia. |

| 15 de agosto, 21:00 | Tucumán | 88–90 | Mendoza | San Miguel                              |
|                     |         |       |         |                                         |
|                     |         |       |         | Pabellón: Estadio Maria Elena Fernandez |

| 16 de agosto, 20:00 | Buenos Aires | 79–76 | Mendoza | San Miguel                              |
|                     |              |       |         |                                         |
|                     |              |       |         | Pabellón: Estadio Maria Elena Fernandez |

| 17 de agosto, 20:00 | Tucumán | 78–58 | Buenos Aires | San Miguel                              |
|                     |         |       |              |                                         |
|                     |         |       |              | Pabellón: Estadio Maria Elena Fernandez |

### Grupo D
| Equipo              | Pts | PJ | PG | PP | PF  | PC  | Dif |
| ------------------- | --- | -- | -- | -- | --- | --- | --- |
| Entre Ríos          | 4   | 2  | 2  | 0  | 165 | 152 | 13  |
| Chaco               | 3   | 2  | 1  | 1  | 146 | 133 | 13  |
| Santiago del Estero | 2   | 2  | 0  | 2  | 128 | 154 | -26 |

|  |                                    |
|  | Clasificado a la fase campeonato.  |
|  | Finaliza su participación.         |
|  | Clasificado a la fase permanencia. |

| 14 de agosto, 21:00 | Entre Ríos | 84–76 | Santiago del Estero | Concepción del Uruguay                            |
|                     |            |       |                     |                                                   |
|                     |            |       |                     | Pabellón: Polideportivo de Concepción del Uruguay |

| 15 de agosto, 20:00 | Santiago del Estero | 52–70 | Chaco | Concepción del Uruguay                            |
|                     |                     |       |       |                                                   |
|                     |                     |       |       | Pabellón: Polideportivo de Concepción del Uruguay |

| 16 de agosto, 20:00 | Entre Ríos | 81–76 | Chaco | Concepción del Uruguay                            |
|                     |            |       |       |                                                   |
|                     |            |       |       | Pabellón: Polideportivo de Concepción del Uruguay |

## Tabla de posiciones
| Equipo | Equipo              | Pts | PJ | PG | PP | Dif  |
| ------ | ------------------- | --- | -- | -- | -- | ---- |
| 1.º    | Santa Fe            | 4   | 2  | 2  | 0  | 64   |
| 2.º    | Misiones            | 4   | 2  | 2  | 0  | 19   |
| 3.º    | Entre Ríos          | 4   | 2  | 2  | 0  | 13   |
| 4.º    | Tucumán             | 3   | 2  | 1  | 1  | 18   |
| 5.º    | Córdoba             | 3   | 2  | 1  | 1  | 44   |
| 6.º    | Chaco               | 3   | 2  | 1  | 1  | 13   |
| 7.º    | La Rioja            | 3   | 2  | 1  | 1  | 1    |
| 8.º    | Mendoza             | 3   | 2  | 1  | 1  | -1   |
| 9.º    | Buenos Aires        | 3   | 2  | 1  | 1  | -17  |
| 10.º   | Corrientes          | 2   | 2  | 0  | 2  | -20  |
| 11.º   | Santiago del Estero | 2   | 2  | 0  | 2  | -28  |
| 12.º   | San Luis            | 2   | 2  | 0  | 2  | -108 |

|  |                                     |
|  | Clasificados a la fase campeonato.  |
|  | Finalizan su participación.         |
|  | Clasificados a la fase permanencia. |

## Fase permanencia
La fase permanencia se disputó del 21 al 23 de agosto en el Estadio Emanuel Ginóbili, de la ciudad de Bahía Blanca provincia de Buenos Aires, a modo de triangular debido a que el seleccionado de San Luis decidió bajarse de la competición. Los seleccionados de la provincia de San Luis y Corrientes descendieron al promocional.

| 21 de agosto, 20:00 | Buenos Aires | 98–95   | Santiago del Estero | Bahía Blanca                       |  |
|                     |              |         |                     |                                    |  |
|                     |              | Reporte |                     | Pabellón: Estadio Emanuel Ginóbili |  |

| 22 de agosto, 20:00 | Santiago del Estero | 87–76   | Corrientes | Bahía Blanca                       |  |
|                     |                     |         |            |                                    |  |
|                     |                     | Reporte |            | Pabellón: Estadio Emanuel Ginóbili |  |

| 23 de agosto, 21:00 | Buenos Aires | 88–65   | Corrientes | Bahía Blanca                       |  |
|                     |              |         |            |                                    |  |
|                     |              | Reporte |            | Pabellón: Estadio Emanuel Ginóbili |  |

## Fase campeonato
Esta etapa final concentró a los primeros de los 4 grupos que integraron la fase de grupos de esta edición del torneo. La sede donde se llevó a cabo fue el estadio "Maria Elena Fernandez", de la ciudad de San Migule, el cual albergó los cruces de las semifinales y la final los días 22 y 23 de agosto.
El campeón de esta edición fue el seleccionado de la provincia de Tucumán, que ganó de esta manera su cuarto título en la historia de esta competición nacional de mayores.
El MVP del certamen fue Jerónimo Solorzan de Tucumán quien en el partido final anotó 19 puntos y realizó 3 asistencias.
|  | Semifinal  | Semifinal |          |         | Final | Final |  |
|  |            |           |          |         |       |       |  |
|  |            |           |          |         |       |       |  |
|  | Misiones   | 57        |          |         |       |       |  |
|  | Misiones   | 57        |          |         |       |       |  |
|  | Tucumán    | 76        |          |         |       |       |  |
|  | Tucumán    | 76        |          | Tucumán | 86    |       |  |
|  |            |           |          | Tucumán | 86    |       |  |
|  |            |           | Santa Fe | 84      |       |       |  |
|  | Entre Ríos | 69        | Santa Fe | 84      |       |       |  |
|  | Entre Ríos | 69        |          |         |       |       |  |
|  | Santa Fe   | 83        |          |         |       |       |  |
|  | Santa Fe   | 83        |          |         |       |       |  |
|  |            |           |          |         |       |       |  |

### Semifinal
| 22 de agosto, 19:00 | Misiones                            | 57–76   | Tucumán | San Miguel                              |  |
|                     | Parciales: 6-18, 7-19, 21-20, 23-19 |         |         |                                         |  |
|                     |                                     | Reporte |         | Pabellón: Estadio Maria Elena Fernandez |  |

| 22 de agosto, 21:00 | Entre Ríos                            | 69–83   | Santa Fe | San Miguel                              |  |
|                     | Parciales: 19-29, 11-16, 23-20, 16-18 |         |          |                                         |  |
|                     |                                       | Reporte |          | Pabellón: Estadio Maria Elena Fernandez |  |

### Tercer puesto
| 23 de agosto, 19:00 | Misiones                              | 87–89   | Entre Ríos | San Miguel                              |  |
|                     | Parciales: 24-20, 18-12, 18-27, 27-30 |         |            |                                         |  |
|                     |                                       | Reporte |            | Pabellón: Estadio Maria Elena Fernandez |  |

### Final
| 23 de agosto, 21:00 | Tucumán                               | 86–84   | Santa Fe | San Miguel                              |  |
|                     | Parciales: 23-23, 23-23, 16-12, 24-26 |         |          |                                         |  |
|                     |                                       | Reporte |          | Pabellón: Estadio Maria Elena Fernandez |  |

Provincia de Tucumán

Campeón

Cuarto título

## Plantel campeón
Referencia: Diario La Gaceta.
- Leandro Vildoza
- Pablo Osores
- Jerónimo Solórzano
- Patricio Aranda
- Iván Julián
- Fernando Ortiz
- Pablo Walter
- Iván Gramajo
- Santiago Abdala
- Emiliano Cancinos
- Conrado Echavarría
- Cristian Soria

Entrenador: Mario Vildoza.